# Lutas nos Jogos Pan-Americanos de 1991
As competições de luta olímpica nos Jogos Pan-Americanos de 1991 foram realizadas em Havana, em Cuba. Foram disputados eventos de luta livre e luta greco-romana. O medalhista de ouro na greco-romana, Randy Couture, posteriormente tornou-se um multicampeão no UFC. O evento ainda teve uma performance de ouro por Mark Coleman, que posteriormente seria o primeiro campeão entre os pesados no UFC.

## Medalhistas
Livre masculina
| Evento              | Ouro                             | Prata                         | Bronze                    |
| ------------------- | -------------------------------- | ----------------------------- | ------------------------- |
| Até 48 kg detalhes  | Aldo Martínez Echevarria ( CUB ) | José Sabino ( DOM )           | Tim Vanni ( USA )         |
| Até 52 kg detalhes  | Carlos Varela González ( CUB )   | Bernardo Olvera ( MEX )       | Zeke Jones ( USA )        |
| Até 57 kg detalhes  | Brad Penrith ( USA )             | Alejandro Puerto Díaz ( CUB ) | Robert Dawson ( CAN )     |
| Até 62 kg detalhes  | John Smith ( USA )               | Anibál Nieves Javier ( PUR )  | Lázaro Reinoso ( CUB )    |
| Até 68 kg detalhes  | Townsend Saunders ( USA )        | Daniel Navarrete ( ARG )      | José Díaz ( VEN )         |
| Até 74 kg detalhes  | Kenny Monday ( USA )             | Felipe Guzmán ( MEX )         | Alberto Rodríguez ( CUB ) |
| Até 82 kg detalhes  | Kevin Jackson ( USA )            | Orlando Hernández ( CUB )     | David Hohl ( CAN )        |
| Até 90 kg detalhes  | Roberto Limonta Vargas ( CUB )   | Chris Campbell ( USA )        | Gregory Edgelow ( CAN )   |
| Até 100 kg detalhes | Mark Coleman ( USA )             | John Matile ( CAN )           | Ángel Anaya ( CUB )       |
| Até 130 kg detalhes | Bruce Baumgartner ( USA )        | Andy Borodow ( CAN )          | Domingo Mesa ( CUB )      |

Greco-romana masculina
| Evento              | Ouro                            | Prata                     | Bronze                  |
| ------------------- | ------------------------------- | ------------------------- | ----------------------- |
| Até 48 kg detalhes  | Mark Albert Fuller ( USA )      | Geovani Mato ( CUB )      | José Sabino ( DOM )     |
| Até 52 kg detalhes  | Raúl Francisco Martínez ( CUB ) | Ramón Mena ( PAN )        | Shawn Sheldon ( USA )   |
| Até 57 kg detalhes  | Amadoris González ( CUB )       | Víctor Capacho ( COL )    | Frank Famiano ( USA )   |
| Até 62 kg detalhes  | Juan Luis Marén ( CUB )         | Isaac Anderson ( USA )    | Winston Santos ( VEN )  |
| Até 68 kg detalhes  | Andrew Seras ( USA )            | Cecilio Rodríguez ( CUB ) | Juan Mora ( MEX )       |
| Até 74 kg detalhes  | Abel Sarmiento ( CUB )          | David Butler ( USA )      | Néstor García ( VEN )   |
| Até 82 kg detalhes  | Alfredo Linares ( CUB )         | Luis Rondón ( VEN )       | John Morgan ( USA )     |
| Até 90 kg detalhes  | Randy Couture ( USA )           | Reynaldo Peña ( CUB )     | Gregory Edgelow ( CAN ) |
| Até 100 kg detalhes | Héctor Milian ( CUB )           | James Johnson ( USA )     | John Matile ( CAN )     |
| Até 130 kg detalhes | Matt Ghaffari ( USA )           | Wilfredo Pelayo ( CUB )   | Andy Borodow ( CAN )    |

## Quadro de medalhas
| Posição | Nação                    |    |    |    | Total |
| ------- | ------------------------ | -- | -- | -- | ----- |
| 1       | USA Estados Unidos       | 11 | 4  | 5  | 20    |
| 2       | CUB Cuba                 | 9  | 6  | 4  | 19    |
| 3       | CAN Canadá               | 0  | 2  | 6  | 8     |
| 4       | MEX México               | 0  | 2  | 1  | 3     |
| 5       | VEN Venezuela            | 0  | 1  | 3  | 4     |
| 6       | DOM República Dominicana | 0  | 1  | 1  | 2     |
| 7       | COL Colômbia             | 0  | 1  | 0  | 1     |
| 7       | PAN Panamá               | 0  | 1  | 0  | 1     |
| 7       | ARG Argentina            | 0  | 1  | 0  | 1     |
| 7       | PUR Porto Rico           | 0  | 1  | 0  | 1     |
| Total   | Total                    | 20 | 20 | 20 | 60    |

## Ligação externa
- Dados na foeldeak.com